# Freefall
Freefall es un webcómic creado y que viene siendo escrito y dibujado por Mark Stanley desde 1998. La acción tiene lugar en un planeta llamado "Jean" que está en los estadios finales de la terraformación. Los personajes centrales son: Sam Starfall, un capitán cleptómano; Helix, un robot con la mentalidad de un niño; y Florence Ambrose, una loba antropomorfa desarrollada genéticamente capacitada como ingeniera. Ellos son la tripulación de la nave espacial Savage Chicken (Pollo Salvaje). 
En 2001, Freefall recibió el primer premio de la "Web Cartonist's Choice Awards" en la categoría Mejor webcomic de ciencia ficción y nominado en los años 2002, 2005 y 2006

## La historia
La historia pasa en un futuro razonablemente lejano en que la humanidad ha saltado a terraformar y colonizar nuevos planetas en el espacio. Hay unas pocas naves capaces de superar la velocidad de la luz, y la robótica ha avanzado bastante. El argumento se centra en Florence Ambrose. Honesta inteligente y trabajadora, es apartada de un prometedor futuro en la investigación cuando Sam Starfall decide "robar" un ingeniero -mediante un soborno- para que repare su maltrecha nave y que esta pueda volar de nuevo. A partir de ahí, Florence no solo tendrá los problemas técnicos lógicos de reparar una vieja nave destrozada. Además descubrirá que trabaja para el personaje más odiado del planeta, cuyo nombre le cerrará muchas puertas. La trama se complica cuando Florence descubre temas inquietantes sobre el funcionamiento de los robots, que podrían decidir el destino final del planeta entero.

## Los Personajes
Hay un número de personajes secundarios imprescindibles para la historia, sin embargo los protagonistas son los tres habitantes de la nave "Pollo salvaje".
Sam Starfall: Miembro de una de las pocas razas alienígenas que la humanidad ha encontrado en sus exploraciones, y la que más se arrepintió de haber conocido. Definido como "Ese liante ladrón y embustero del traje azul" por los habitantes del planeta, o "Sam Starfall, heroico capitán calamar" por él mismo. Su raza evolucionó del cefalópodo primigenio, teniendo un aspecto similar a un calamar, si bien para sobrevivir ha de vagar por el mundo en un traje ambiental azul que concentra el oxígeno, y oculta su cara al mundo dándole un aspecto humaniode.
Helix: Un robot creado para trabajar en almacenes, su ambición en la vida es "levantar cosas pesadas, moverlas y volver a dejarlas". Nadie sabe cómo llegó a manos de Sam, pero solo siendo un robot joven, pudo su mente adaptarse al modo de vida ilegal y antisocial de Sam Starfall.
Florence Ambrose Se califica como una "loba Bowman", evolución del lobo rojo al cual el Doctor Bowman y su equipo aplicaron mejoras genéticas para que fueran capaces de colaborar con los humanos. Hay solo trece ejemplares en el universo creados como prueba de diseño, en principio no hay intención de continuar con su producción y el profesor Bowman está desaparecido. Su dilema es la supervivencia de su especie.

## Los robots
Centran buena parte del argumento. Estos robots son bastante inteligentes y autónomos para poder hacer su labor sin supervisión. Tienen inhibiciones y salvaguardas si bien no siguen estrictamente las leyes de la robótica descritas por Isaac Asimov.
En un planeta en terraformación hay miles de robots por cada humano, y estos tuvieron problemas en su creación. La historia lleva a Florence a la conclusión que estos robots pueden ser más similares a ella de lo que "Ecosystems Unlimited" querría admitir, aunque pueda estar en juego el futuro del planeta y sus habitantes.

## El proyecto Bowman
El reto de colonizar planetas nuevos y terraformarlos encuentra a veces obstáculos insalvables cuando un mundo ya está habitado por criaturas con fisiología incompatible con la humana. Para afrontar este reto el Dr Bowman diseñó un sistema para alterar y potenciar las mentes originales haciendo que puedan pensar, relacionarse y a fin de cuentas trabajar como y para los humanos sirviendo de enlace en los planetas donde un humano moriría. La teoría se probó en la tierra usando al lobo rojo como modelo y creando trece individuos destinados a ser destruidos cuando el experimento concluyera. El experimento fue bien pero una serie de coincidencias posiblemente intencionadas acabaron con la venta al público de los catorce ejemplares (tres machos y once hembras) y la extraña desaparición del doctor Bowman.